# Something for the Pain
«Something For The Pain» — песня американской рок-группы Bon Jovi. Была выпущена в сентябре 1995 года в качестве второго сингла альбома того же года These Days. Синглу удалось занять 39 место в the top 40 mainstream charts и 8 в UK Singles Chart.
В основном песня регулярно исполнялась в рамках тура These Days Tour, но как и большинство песен из этого альбома она в дальнейшем практически не игралась. Однако позже песня снова вернулась в сет-лист группы во время концертной программы The Circle Tour 2010, правда в акустической версии. Часть ведущего вокала в некотором эпизоде песни исполнил Ричи Самбора, что стало единственным случаем в записях группы.

## Музыкальное видео
Музыкальное видео на песню было снято в 1995 году режиссёром Мартином Коллером. В центре видео подросток заходит в музыкальный магазин и отправляется прослушать музыкальные семлы. На экране показывается группа, играющая вместе с другими известными личностями. Там можно увидеть образы Эдди Веддера, Снуп Догга, Dr. Dre, Кортни Лав и Скотта Уайланда, который также подпевает песне. Видео заканчивается тем, что подросток выходит из магазина с копией альбома These Days.

## Чарты
| Чарт (1995)                                              | Высшая позиция |
| -------------------------------------------------------- | -------------- |
| Австралия (ARIA)                                         | 14             |
| Австрия (Ö3 Austria Top 40)                              | 36             |
| Бельгия/Фландрия (Ultratop 50)                           | 37             |
| Бельгия/Валлония (Ultratop 50)                           | 31             |
| Канада (RPM Top Singles)                                 | 15             |
| Финляндия (Suomen virallinen lista)                      | 4              |
| Германия (GfK)                                           | 51             |
| Ирландия (IRMA)                                          | 8              |
| Нидерланды (Dutch Top 40)                                | 18             |
| Нидерланды (Single Top 100)                              | 14             |
| Новая Зеландия (Recorded Music NZ)                       | 16             |
| Шотландия (OCC Scotland)                                 | 9              |
| Швеция (Sverigetopplistan)                               | 33             |
| Швейцария (Schweizer Hitparade)                          | 10             |
| Великобритания (OCC UK Singles)                          | 8              |
| Великобритания (OCC UK Rock & Metal)                     | 1              |
| США (Billboard Hot 100) · Double A-side with "Lie to Me" | 76             |
| США (Billboard Pop Airplay)                              | 39             |